# Закон о дальневосточном гектаре
«Закон о дальневосточном гектаре» — федеральный закон Российской Федерации, действующий с 1 июня 2016 года и регулирующий земельные, лесные и иные отношения, связанные с предоставлением гражданам Российской Федерации земельных участков, находящихся в государственной или муниципальной собственности и расположенных на территории Дальневосточного федерального округа.

## Предыстория
В 2012 году правительство России поставило перед только что созданным министерством по развитию Дальнего Востока (Минвостокразвития) задачу разработки и реализации соответствующих программ. В своей очередной публичной декларации целей и задач на 2016 год Минвостокразвития, в частности, заявило:

3. В части привлечения и закрепления трудовых ресурсов на Дальний Восток посредством бесплатного предоставления земельных участков («дальневосточный гектар») планируется, в том числе:
— вступление в силу Федерального закона «Об особенностях предоставления гражданам земельных участков, находящихся в государственной или муниципальной собственности и расположенных на территориях субъектов Российской Федерации, входящих в состав Дальневосточного федерального округа, и о внесении изменений в отдельные законодательные акты Российской Федерации (Об особенностях предоставления гражданам земельных участков в Дальневосточном федеральном округе и о внесении изменений в отдельные законодательные акты Российской Федерации)» (далее — Федеральный закон);
— введение в эксплуатацию федеральной информационной системы для предоставления гражданам земельных участков — ФИС «На Дальний Восток»;

— организация работы с представителями субъектов Российской Федерации на территории Дальневосточного федерального округа о ходе реализации Федерального закона и по вопросам функционирования федеральной информационной системы для предоставления гражданам земельных участков.— Публичная декларация целей и задач Минвостокразвития России на 2016 год 

## Принятие закона
Подготовлен и принят во исполнение подпункта «а» пункта 1 перечня поручений Президента РФ от 19 сентября 2015 года №Пр-1891 по итогам Восточного экономического форума (4 сентября 2015 года, Владивосток). В ноябре 2015 года правительство внесло законопроект № 930602-6 «Об особенностях предоставления гражданам земельных участков в Дальневосточном федеральном округе и о внесении изменений в отдельные законодательные акты Российской Федерации» в Государственную думу. Принят в окончательном третьем чтении в апреле 2016 года. Вновь идею раздачи пустующих земель на Дальнем Востоке президент публично поддержал в январе 2016 года.
Закон принят Госдумой на вечернем пленарном заседании Госдумы 22 апреля. По мотивам голосования выступил депутат из Якутии Федот Тумусов — заместитель руководителя фракции партии «Справедливая Россия». По итогам обсуждения законопроект получил 349 голосов «за» во втором и 340 голосов «за» в третьем чтении.
Закон подписан Президентом России 1 мая 2016 года, вступил в силу 2 мая 2016 года.
Закон и вместе с ним право на «дальневосточный гектар» вступили в силу 1 июня 2016 года для жителей ДФО. В дальнейшем, с 1 февраля 2017 года его действие будет распространено на всех граждан России.
19 сентября 2016 года в Госдуму внесены поправки к закону, уточняющие, на каких территориях Дальнего Востока гражданам точно не будут выдавать участки.
20 июля 2017 года Госдума приняла поправки в закон о дальневосточном гектаре. Документы на получение ДВ-гектара теперь можно подавать через МФЦ по всей территории России. Также поправки расширили перечень территорий, на которых возможно предоставление земельных участков.

### Цели закона и ресурсы для его исполнения
Цель закона — привлечь внимание и ресурсы граждан к освоению территорий Дальнего Востока.
По заключению Общественной палаты РФ, для бесплатной раздачи государство располагает в ДФО сельхозземлями на 2 млн и лесными площадями на 36 млн местных жителей и потенциальных переселенцев.
Закон позволяет любому гражданину России единожды бесплатно получить 1 га на Дальнем Востоке под жилое строительство, фермерское хозяйство или предпринимательскую деятельность.

### Получение земли
Для выбора участков гражданами Министерство по развитию Дальнего Востока организовало специальный интернет-ресурс.
Площадь предоставляемого земельного участка не может превышать одного гектара (100 соток) на человека, но может быть меньше. При этом независимо от родства несколько граждан могут объединиться и получить один земельный участок для общих целей. Для получения участка не требуется переезжать на постоянное проживание в дальневосточные регионы.
В соответствии с п.3 ст. 2 Закона заявителям могут предоставляться участки, расположенные вне границ городских округов, городских поселений, а также сельских поселений, являющихся административными центрами муниципальных районов. Эти участки должны быть расположены на расстоянии не менее 10 км от населённых пунктов с населением более 50 тыс. жителей, и не менее 20 км при численности более 300 тыс. жителей.. Участки предлагалось выделять по упрощенному порядку, без проведения кадастровых работ и вынесения границ земельных участков на местность, что значительно упростит для людей процедуру их получения.
Воспользоваться правом на «дальневосточный гектар» можно до 1 января 2035 года.

### Права собственности
Законопроект предполагает возможность оформить участок в аренду или собственность только на шестой год (земель лесного фонда — после 15 лет) его использования, если он «использовался для осуществления любых видов деятельности, не запрещенной российским законодательством». В том числе разрешено продавать лес с участков лесного фонда. Земля не может быть передана, подарена или продана иностранным гражданам, лицам без гражданства, иностранным юридическим лицам или образованных с их участием юридическим лицам.

## Выделение участков
В день вступления в силу права на «дальневосточный гектар» 1 июня 2016 года первая заявка на него поступила в Еврейской автономной области от главы крестьянско-фермерского хозяйства, занимающегося выращиванием зерновых и зернобобовых культур. По другим данным, первые три земельных участка получили жители Амурской области, которые занимаются пчеловодством. Всего же за первый день поступило более 200 заявок. 17 августа 2017 года было опубликовано заявление Юрия Трутнева, согласно которому на «дальневосточный гектар» было подано почти 100 тысяч заявок.
9 декабря 2019 года стартовала программа льготной ипотеки для жителей Дальнего Востока, которая предполагает ипотечные займы по ставке 2 % годовых на срок до 20 лет в размере не более 6 млн рублей для молодых семей и получателей «дальневосточных гектаров». В марте 2020 года, по данным одного из операторов программы компании «Дом. РФ», за первые месяцы реализации программы, российские банки одобрили более 12 000 заявок по «Дальневосточной ипотеке».

### Районы

Карта-схема Дальневосточного федерального округа (ДФО): 1) Амурская область, 2) Республика Бурятия, 3) Еврейская автономная область, 4) Забайкальский край, 5) Камчатский край, 6) Магаданская область, 7) Приморский край, 8) Республика Саха (Якутия), 9) Сахалинская область, 10) Хабаровский край, 11) Чукотский автономный округ

В каждом из регионов Дальневосточного федерального округа на первое время выделено по одному муниципальному району, где будут предоставляться бесплатные участки:
- Амурская область — Архаринский район, Свободненский район;
- Еврейская автономная область — Октябрьский район;
- Камчатский край — Усть-Большерецкий район;
- Магаданская область — Ольский городской округ;
- Приморский край — Ханкайский район;
- Республика Саха (Якутия) — Намский улус;
- Сахалинская область — Тымовский городской округ;
- Хабаровский край — Амурский район;
- Чукотский автономный округ — Анадырский район.

По мнению директора региональной программы Независимого института социальной политики Натальи Зубаревич, из первоначально выделенных для получения «дальневосточного гектара» районов лишь три (в Приморском крае, Амурской области и частично в ЕАО) пригодны для фермерского хозяйства. Остальные мало пригодны для земледелия, считает она: «вряд ли найдётся много желающих разводить там оленей или мохнатых якутских коров». Развитие лесного фермерства в Хабаровском крае тоже маловероятно, рассуждает Зубаревич, так как «у него минимум 30-летний цикл воспроизводства, вряд ли в России найдётся много семей, финансовое положение которых позволяет инвестировать так надолго». Выделение земель в девяти районах, по её мнению, не решит проблемы Дальнего Востока в нехватке человеческого капитала и инфраструктуры.
С августа 2019 года к программе «дальневосточного гектара» присоединились ещё два региона: Забайкальский край и Республика Бурятия. Первые полгода подавать заявки могли только жители этих регионов, с 1 февраля 2020 года — жители Дальнего Востока, с 1 августа 2020 года — все граждане России и участники госпрограммы переселения соотечественников.

### Инфраструктура
Сообщалось, что дорога к каждому участку подводиться не будет, но при коллективной заявке власти подумают «над тем, есть ли возможность туда бросить энергетику, построить дорогу». Также владельцы «дальневосточного гектара» в будущем смогут получить ипотеку под индивидуальное строительство от Агентства по ипотечному и жилищному кредитованию (АИЖК) под 4 % годовых.
По мнению председателя наблюдательного совета Института демографии, миграции и регионального развития Юрия Крупнова, получившим гектар земли будет нужна работа, чтобы построить жильё, а дальневосточные регионы и так испытывают проблемы с занятостью.

### Численность участников
Общее количество воспользовавшихся правом на гектар росло по годам следующим образом: 2020 год — 85 тысяч, 2021 год — 97 тысяч (+12), 2022 год — 110 тысяч (+13), 2023 год — 122 тысячи (+12).

## Отзывы и критика
По данным Всероссийского центра изучения общественного мнения, проект «Дальневосточный гектар» вызвал большой интерес среди россиян: каждый пятый житель страны (чаще в возрасте 18—24 лет) допускает участие в программе и последующий переезд в дальневосточные регионы, а 61 % опрошенных дальневосточников считают, что инициатива повысит уровень жизни в регионе.
В декабре 2015 года в Якутске прошёл пикет за перенос начала реализации законопроекта в Якутии (активисты вышли с плакатами «Сохраним землю для будущих поколений», «Нет рейдерскому захвату земельных участков», «Ваучеры, бесплатный гектар, а что дальше, господа олигархи?»). Организаторы акции опасаются, что в результате раздачи участков без земель могут остаться жители сельских населенных пунктов, де-факто имеющие в своем распоряжении сельхозугодия, которые не были вовремя оформлены в Росреестре. Парламентарии законодательного собрания республики Ил Тумэн также считали, что законопроект не учитывает многие аспекты земельных отношений и может быть принят только после исправления недочётов.
В апреле 2016 года на повторной акции протеста в Якутске было выдвинуто требование исключить регион из территорий действия закона. Тогда же представитель президента РФ в ДФО Ю. П. Трутнев заявил, что законопроект о бесплатном выделении земли столкнулся с сопротивлением во властных кругах, которое может быть связано с резким уменьшением доходов земельных спекулянтов.
В 2017 году соучредитель благотворительного фонда «Нужна помощь», портала «Такие дела» Митя Алешковский и создатель магазина фермерских продуктов «ЛавкаЛавка» Борис Акимов поехали на Дальний Восток с целью выбрать себе бесплатный участок по программе «Дальневосточный гектар» и организовать на нем бизнес. Свои действия Акимов и Алешковский документируют в youtube-сериале «Дальневосточный гектар». Результатом первого сезона стал выбор места для создания сельскохозяйственного кооператива, в рамках которого планируется развивать инновационные проекты.
На государственном уровне опыт «Дальневосточного гектара» был сочтён достаточно успешным, чтобы послужить образцом для программы «Арктический гектар», запущенной с 1 августа 2021 года.